# カブリラ (潜水艦)
カブリラ (USS Cabrilla, SS/AGSS-288) は、アメリカ海軍の潜水艦。バラオ級の一隻。艦名はスペイン語でハタ科を表す総称の一つカブリラに因む。特に大西洋におけるハタ科ヒメスズキ属のタイプ種であるコンバーの学名（種小名）はこの総称に由来する。ただし、アメリカ公文書が生息海域の一つに挙げているカリフォルニア沖には、コンバーは生息していない。

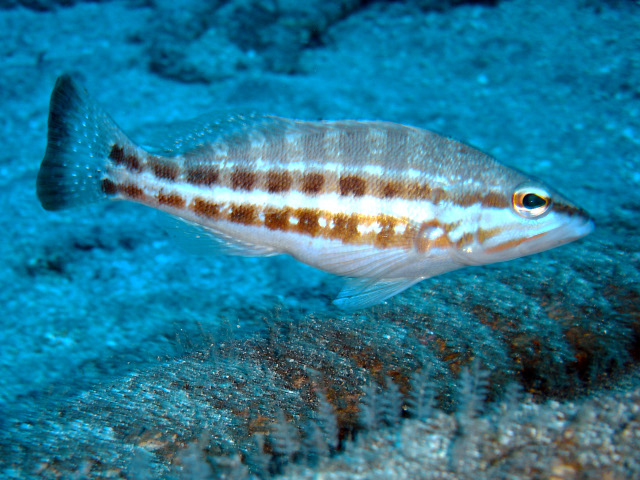
コンバー（学名Serranus cabrilla）

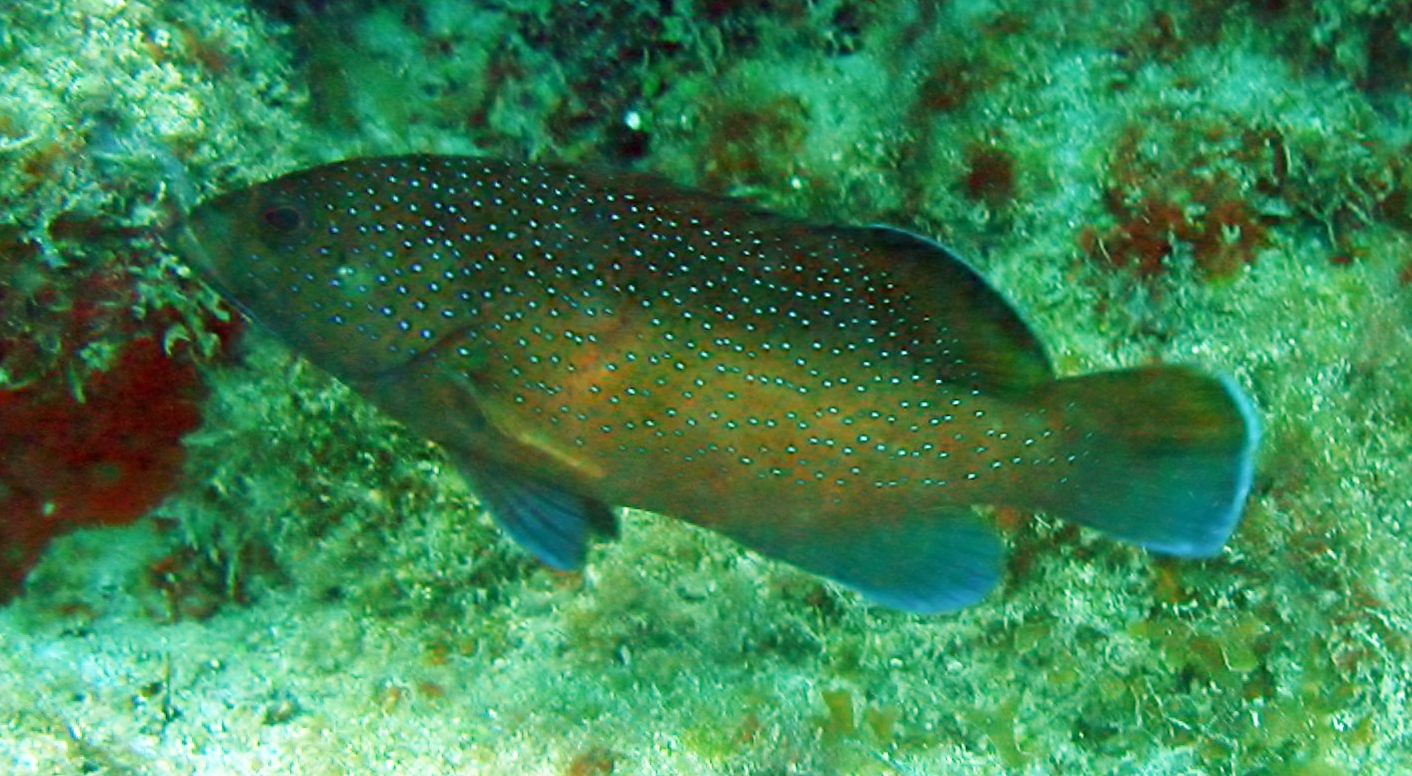
コニー（スペイン語名Cherna cabrilla ）

## 艦歴
カブリラは1942年8月18日にメイン州キタリーのポーツマス海軍造船所で起工する。1942年12月24日にL・B・コムズ夫人によって進水し、艦長ダグラス・T・ハモンド中佐（アナポリス1931年組）の指揮下1943年5月24日に就役。太平洋艦隊に配属され、8月30日に真珠湾に到着した。

### 第1、第2、第3の哨戒 1943年9月 - 1944年4月

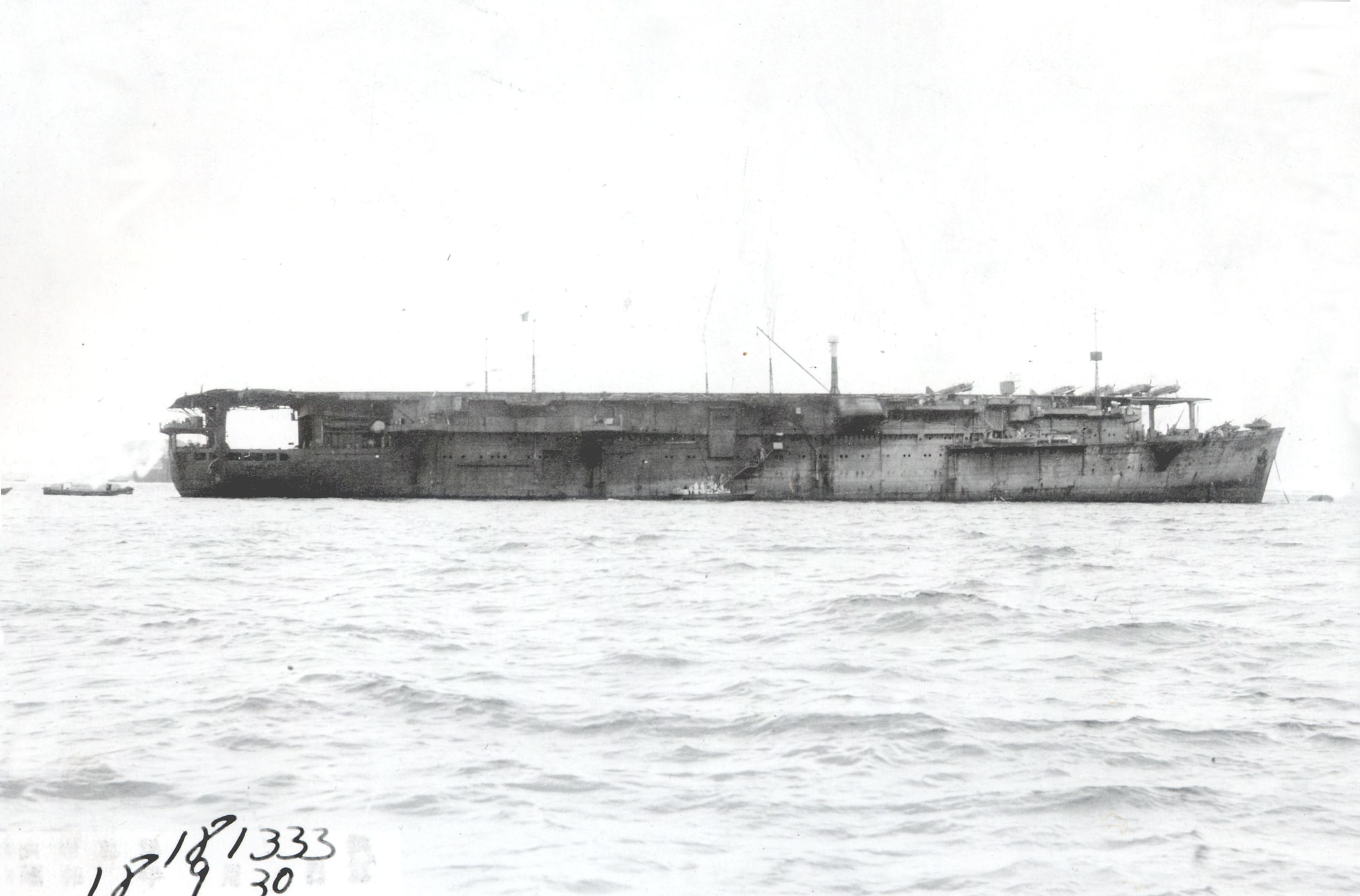
空母「大鷹」（1943年9月30日撮影）。カブリラの雷撃で損傷直後の姿

9月12日、カブリラは最初の哨戒でフィリピン方面に向かった。9月24日、カブリラは父島近海に接近しつつあった。その時、潜水部隊司令部から「日本の空母2隻が付近を通過するので迎撃せよ」との指令が入り、カブリラは空母を待ち伏せることとした。夜が明ける頃、カブリラは北緯28度00分 東経140度10分 / 北緯28.000度 東経140.167度の父島の北東海域で、トラック諸島から横須賀に向かっていた2隻の空母・大鷹と冲鷹、護衛の駆逐艦・島風を発見した。カブリラは艦首発射管からの魚雷を大鷹に、向きを変えて艦尾発射管からの魚雷を冲鷹に向けてそれぞれ発射するよう接敵し、大鷹に900メートルまで接近して魚雷を6本発射した。しかし、艦尾発射管からの第二撃は島風が接近してきたので断念した。魚雷は6本全部が大鷹に命中した。しかし、爆発したのは艦尾に命中した1本のみで、残る5本は全て不発に終わった。大鷹は、艦尾への魚雷の命中でスクリューと舵が吹き飛んだので航行不能に陥り、手負いの大鷹は冲鷹に曳航されていった。カブリラは大鷹に止めを刺すべく追跡したが、島風の反撃と悪天候の影響で大鷹と冲鷹を見失ってしまった。再びフィリピン方面に針路をとったカブリラは、10月20日にネグロス島沖でI・A・ヴィラモアをリーダーとする4名のフィリピン人ゲリラを収容した。11月6日、カブリラは54日間の行動を終えてフリーマントルに帰投した。
12月1日、カブリラは2回目の哨戒で南シナ海に向かった。12月18日、カブリラはおおよそ北緯10度07分 東経102度43分 / 北緯10.117度 東経102.717度のタイランド湾に機雷を敷設した。その後は日本本土とシンガポール間の輸送路を哨戒。1944年1月4日、カブリラはインドシナ半島サンジャック沖で第八多聞丸（八馬汽船、2,704トン）を撃沈した。1月23日、カブリラは52日間の行動を終えてフリーマントルに帰投。艦長がウィリアム・C・トンプソン・ジュニア（アナポリス1935年組）に代わった。
3月6日、カブリラは3回目の哨戒でスンダ海峡方面に向かった。この方面ではクラカタウ近海を中心に哨戒し、幾度となく敵船を発見したものの、一度しか攻撃の機会を得られず戦果を挙げることはできなかった。4月12日、カブリラは56日間の行動を終えてフリーマントルに帰投した。

### 第4から第8の哨戒 1944年5月 - 1945年8月
5月6日、カブリラは4回目の哨戒でセレベス海方面に向かった。5月26日夕刻、カブリラはセレベス島マナド近海で、ハルマヘラ島に向かっていた元特設水上機母艦山陽丸（大阪商船、8,365トン）を発見。カブリラは魚雷を6本発射し、うち2本が山陽丸の右舷に命中し、山陽丸は船首を上にして沈没していった。カブリラは、相手を「山陽丸」と正しく認識していた。6月3日と6月4日には、スクーナーを銃砲撃で破壊した。6月9日、カブリラは34日間の行動を終えてフリーマントルに帰投した。
7月3日、カブリラは5回目の哨戒で南シナ海、スールー海に向かった。7月17日未明、カブリラは北緯07度42分 東経122度05分 / 北緯7.700度 東経122.083度のサンボアンガ北方海域で、マニラからサンボアンガに向かっていたC124船団を発見し、陸軍輸送船摩耶丸（東亜海運、3,145トン）を撃沈。他の輸送船にも魚雷を命中させて撃破した。8月19日、カブリラは47日間の行動を終えてフリーマントルに帰投した。
9月13日、カブリラは6回目の哨戒で南シナ海に向かった。カブリラはルソン島近海リンガエン湾口で、ミリから高雄に向かっていたミマ11船団を発見した。同船団は当初マニラに入港する予定であったが、マニラ方面の状況が不安定なため入港先が変わったものであった。カブリラは悪天候をものともせず、北緯16度07分 東経119度43分 / 北緯16.117度 東経119.717度の地点で、まずタンカー瑞洋丸（日東汽船、7,385トン）を撃沈。1時間ほどたってからタンカー旭邦丸（飯野海運、10,059トン）も撃沈した。ミマ11船団の残存船はカブリラの攻撃を受けた後北サンフェルナンドに逃げ込み、後続のマタ28船団と合流して、改めて高雄に向かうこととなった。しかし、これらの行動はカブリラには察知されており、カブリラはマタ28船団が出航してくるところを待ち伏せた。10月6日、カブリラは北緯17度30分 東経120度19分 / 北緯17.500度 東経120.317度の地点でマタ28船団を迎え撃ち、タンカー第二山水丸（山下汽船、5,154トン）に魚雷を3本命中させ、第二山水丸は轟沈。次いで陸軍輸送船北嶺丸（東亜海運、2,407トン）にも魚雷を命中させて撃沈した。翌10月7日にも海軍徴用船第八信洋丸（大光商船、1,960トン）を撃沈した。10月25日、カブリラは43日間の行動を終えて真珠湾に帰投。艦長がヘンリー・C・ルアーマン（アナポリス1938年組）に代わり、カブリラはベスレヘム・スチールに回航されてオーバーホールに入った。カブリラは1945年2月24日に真珠湾に戻ってきた。
3月20日、カブリラは7回目の哨戒で千島列島、日本近海に向かった。哨戒は悪天候の中で行われ、尻屋崎近海まで哨戒したが、この頃には目ぼしい日本の艦船を見る事は少なくなっていったが、それでも機会をとらえては攻撃を仕掛けた。しかし、戦果はなかった。5月7日、カブリラはカブリラは48日間の行動を終えてミッドウェー島に帰投した。
6月3日、カブリラは8回目の哨戒で日本近海、ルソン海峡方面に向かった。カブリラはサイパン島からは潜水艦シルバーサイズ (USS Silversides, SS-236) 、クィルバック (USS Quillback, SS-424) としばらく共に航行した後、バタン諸島、西沙諸島に針路を向けた。この哨戒では空襲したパイロットの援護任務が主であり、船は漁船団以外はあまり見るものはなかった。8月3日、カブリラは58日間の行動を終えてフリーマントルに帰投した。
カブリラは第二次世界大戦の戦功で6個の従軍星章を受章した。8回の哨戒の内6回が成功として記録された。カブリラは合計38,767トンの艦艇を撃沈した。

### 戦後
カブリラは8月31日にフリーマントルを出航し、帰国の途に就いた。フィラデルフィアでのオーバーホール後、1946年2月19日から3月17日までパナマ運河地帯で訓練に従事した後、フィラデルフィアで不活性化オーバーホールが行われることとなった。カブリラは1946年8月7日にニューロンドン海軍潜水艦基地で予備役となり、大西洋予備役艦隊入りした。その後、カブリラは1962年に再就役し、AGSS-228（実験潜水艦）に艦種変更される。数年間の活動後、1968年6月30日に退役し、同日除籍された。カブリラは博物館船としてテキサス州ガルベストンのシーウルフ・パークで公開されたが、公開のための埠頭の整備の遅れおよび状態の悪化により、シーウルフ・パークの主催者はカブリラをガトー級潜水艦のカヴァラ (USS Cavalla, SS-244) と交換することを決定した。カブリラは1971年1月に海軍に返却され、海軍は1972年4月にカブリラをスクラップとして売却した。